# Dactylostega spissimuralis
Dactylostega spissimuralis is een mosdiertjessoort uit de familie van de Foveolariidae. De wetenschappelijke naam van de soort is voor het eerst geldig gepubliceerd in 1975 door Hayami.